# Босх, Йоханнес ван ден (шахматист)
Йоханнес Ван ден Босх (нидерл. Johannes van den Bosch; 12 апреля, 1906, Гаага — 15 ноября, 1994, Хилверсюм) — нидерландский граф и шахматист.

## Биография
Граф Йоханнес Ван ден Босх был сыном Жанны Франсуазы Мари Райнен и Йоханнес Хендрика Отто Ван ден Босха (1869—1940), вице-адмирала в голландском флоте с 1925 по 1939 год. Его дедушкой был Йоханнес Ван ден Босх, генерал-губернатор Голландской Ост-Индии (1830—1833), который получил титул графа в 1839 году. Изучал право в Утрехтском университете и работал директором банка «De Nederlandsche Bank». В 1937 году женился на Бенудине Марии Ройардс.
В 1920-е и 1930-е годы был одним из ведущих шахматистов Нидерландов. Дважды побеждал на шахматных турнирах в Гааге (1928, 1929). В 1932 году поделил второе место в международном шахматном турнире в Кембридже за победителем М. Султан-Ханом. Участник чемпионатов Нидерландов по шахматам, где завоевал серебро (1933) и бронзу (1940).
Сыграл несколько матчей, в которых в 1927 году победил Р. Ломана (4 : 2), в 1932 году проиграл С. М. Флору (2 : 6), в 1934 году сыграл вничью с Р. Шпильманом (2 : 2) и С. Ландау (5 : 5), а также проиграл М. Эйве (0 : 6).  
Представлял сборную Нидерландов на трех шахматных олимпиадах (1928—1931). 
Участвовал также в трех матчах сборной Нидерландов со сборной Англии (1939, 1947, 1949).